# 金剛弘樹
金剛 弘樹（こんごう ひろき、1979年2月12日 - ）は、埼玉県入間市出身の元プロ野球選手（投手）・コーチ。現在は立正大学硬式野球部で監督を務めている。

## 来歴・人物

### プロ入り前
帝京高では、1995年夏の第77回全国高等学校野球選手権大会優勝も含めて3度出場。ただし控え投手のため試合出場は2試合で、途中から外野守備に就いたのみで登板機会はなかった。
立正大学に進学し、東都大学野球に加盟する同校野球部に入部すると150km/hをマークして一躍スカウトから注目されたが、2年生の時に右肘を故障して手術するなど戦列を離れると以降は救援に回ってプロ入りの機会を逃す。大学では3学年上に広田庄司がいて武田勝、吉見宏明と同期であった。リーグ1部通算29試合に登板、6勝8敗、防御率2.69。3年以降は2部リーグとなり、4年春の東洋大学との入替戦2回戦で救援登板したが延長10回裏にサヨナラ本塁打を浴びて敗れた。
大学卒業後、2001年に社会人野球の朝日生命に入社。都市対抗野球にも出場したが、同年末に同社野球部の廃部が発表され、翌2002年から日本通運に移籍。同学年の小川将俊とバッテリーを組んで、後に中日に同期入団する川井進とともに左右の2枚看板として活躍した。
過去何度もドラフト候補に挙げられていたが、2004年のプロ野球ドラフト会議で中日ドラゴンズから9位指名を受けて念願のプロ入りを果たした。

### プロ入り後
2005年の春季キャンプでは、揺れて落ちるフォークボールが「フォークボールの神様」と呼ばれた杉下茂に絶賛された（杉下は日本の投手がフォークと呼んで投げている球の殆どはスプリットであると主張していて、フォークを褒めることはほとんどない）。しかし2005年、2006年とも二軍で防御率5点台に終わった。
2007年、背番号を0に変更。二軍でクローザーとして活躍し、チーム最多の36試合に登板して防御率0.68、11セーブの好成績で、ウエスタン・リーグ最多セーブ投手に輝いた（阪神タイガースの筒井和也と同数受賞）。9月29日に行われたファーム日本選手権でも終盤に登板し、ファーム日本一の胴上げ投手となった。
2008年は二軍で防御率2.00、一軍ではプロ入り最多の12試合に登板するも一軍に定着することはできなかった。
2009年は二軍でリーグ最多の42試合に登板し、防御率3.21、2勝4敗13セーブの成績で2度目のウエスタン・リーグ最多セーブを獲得した。
2010年は2年ぶりに一軍登板を果たす。6月2日のオリックス・バファローズ戦（スカイマークスタジアム）で延長11回裏に登板したが、T-岡田にサヨナラ3ラン本塁打を浴びて敗戦投手になった。なおこの試合は8回表終了時点で中日が7−0でリードしていた。結果的に金剛にとってはこれが1軍最後の登板となる。
2011年は二軍で31試合に登板し、防御率0.62、1勝14セーブの成績で3度目のウエスタン・リーグ最多セーブを獲得した（同僚の矢地健人と同数受賞）。
2012年は二軍で43試合に登板したが、一軍登板は一度もなく、10月2日に球団から戦力外通告を受け、その後現役を引退した。
二軍では8年間で272試合に登板したが、これはウエスタン・リーグにおける最多登板記録である。また、二軍のシーズン最多セーブを3度記録している。

### 現役引退後
引退後は現役続行を希望して韓国プロ野球の入団テストに臨むも、契約には至らず、読売新聞グループの読売情報開発に再就職した。
2016年の学生野球資格回復研修を受講したうえで、翌2017年2月7日に日本学生野球協会より学生野球資格回復の適性認定を受けたことにより、学生野球選手への指導が可能となった。
2017年秋に、朝日生命時代に都市対抗で補強選手としてバッテリーを組んだ坂田精二郎監督の誘いで母校である立正大学の投手コーチに就任した。2022年からは退任した坂田に代わって監督を務める。

## 詳細情報

### 年度別投手成績
| 年 度     | 球 団     | 登 板 | 先 発 | 完 投 | 完 封 | 無 四 球 | 勝 利 | 敗 戦 | セ 丨 ブ | ホ 丨 ル ド | 勝 率 | 打 者 | 投 球 回 | 被 安 打 | 被 本 塁 打 | 与 四 球 | 敬 遠 | 与 死 球 | 奪 三 振 | 暴 投 | ボ 丨 ク | 失 点 | 自 責 点 | 防 御 率 | W H I P |
| --------- | --------- | ----- | ----- | ----- | ----- | -------- | ----- | ----- | -------- | ----------- | ----- | ----- | -------- | -------- | ----------- | -------- | ----- | -------- | -------- | ----- | -------- | ----- | -------- | -------- | ------- |
| 2005      | 中日      | 9     | 0     | 0     | 0     | 0        | 0     | 0     | 0        | 0           | ----  | 53    | 11.0     | 14       | 4           | 7        | 0     | 1        | 6        | 2     | 0        | 11    | 11       | 9.00     | 1.91    |
| 2007      | 中日      | 4     | 0     | 0     | 0     | 0        | 0     | 0     | 0        | 0           | ----  | 15    | 2.2      | 5        | 0           | 2        | 1     | 0        | 3        | 2     | 0        | 2     | 2        | 6.75     | 2.63    |
| 2008      | 中日      | 12    | 0     | 0     | 0     | 0        | 0     | 0     | 0        | 1           | ----  | 60    | 12.2     | 19       | 0           | 5        | 0     | 0        | 10       | 1     | 0        | 10    | 9        | 6.39     | 1.89    |
| 2010      | 中日      | 2     | 0     | 0     | 0     | 0        | 0     | 1     | 0        | 0           | .000  | 12    | 2.1      | 4        | 1           | 2        | 1     | 0        | 1        | 0     | 0        | 4     | 4        | 15.43    | 2.61    |
| 通算：4年 | 通算：4年 | 27    | 0     | 0     | 0     | 0        | 0     | 1     | 0        | 1           | .000  | 140   | 28.2     | 42       | 5           | 16       | 2     | 1        | 20       | 5     | 0        | 27    | 26       | 8.16     | 2.03    |

### 記録
- 初登板：2005年4月8日、対読売ジャイアンツ1回戦（東京ドーム）、7回裏に3番手で救援登板、1回無失点
- 初奪三振：同上、7回裏にタフィ・ローズから空振り三振
- 初ホールド：2008年8月6日、対東京ヤクルトスワローズ13回戦（坊っちゃんスタジアム）、12回裏に5番手で救援登板、2/3回無失点

### 背番号
- 33 （2005年 - 2006年）
- 0 （2007年 - 2012年）